# Brunnen-Morschach-Bahn
| Rowanzug mit Lok Nr. 1 und Beiwagen über dem Vierwaldstättersee |                     |                                              |                                |
| |                     |                                              |                                |
| Streckenlänge: | 2,04 km             |                                              |                                |
| Spurweite: | 1000 mm (Meterspur) |                                              |                                |
| Stromsystem: | 750 V 50 Hz ∆       |                                              |                                |
| Maximale Neigung: | 170 ‰               |                                              |                                |
| Minimaler Radius: | 80 m                |                                              |                                |
| Zahnstangensystem: | Strub               |                                              |                                |
| |                     |                                              |                                |
| Brunnen–Morschach-Axenstein |                     |                                              |                                |
| \| \| \| Brunnen (See) Schifflände Vierwaldstättersee \| \| \| \| 0.00 \| Brunnen BrMB \| 437 m ü. M. \| \| \| \| Zufahrtsstrasse Grand Hotel \| \| \| \| \| Wasiwand (292 m) \| \| \| \| \| \| \| \| \| 0,70 \| Kehr (Grosser Rank) Ausweiche \| Kehr (Grosser Rank) Ausweiche \| \| \| \| \| \| \| \| \| Kehr (10 m) \| \| \| \| \| Lehnenviadukt Axenfels (110 m) \| \| \| \| \| Axenfels-Brücke \| \| \| \| 1,20 \| Morschach-Axenfels \| 645 m ü. M. \| \| \| \| \| \| \| \| 1,30 \| Morschach-Depot Ausweiche \| Morschach-Depot Ausweiche \| \| \| \| \| \| \| \| \| Depot \| \| \| \| \| Axenstein-Brücke (10 m) \| \| \| \| 2,04 \| Morschach-Axenstein \| 705 m ü. M. \| |                     |                                              |                                |
| |                     | Brunnen (See) Schifflände Vierwaldstättersee |                                |
| Kopfbahnhof Streckenanfang (Strecke außer Betrieb) | 0.00                | Brunnen BrMB                                 | 437 m ü. M.                    |
| Brücke (Strecke außer Betrieb) |                     | Zufahrtsstrasse Grand Hotel                  | Zufahrtsstrasse Grand Hotel    |
| Tunnel (Strecke außer Betrieb) |                     | Wasiwand (292 m)                             | Wasiwand (292 m)               |
| |                     |                                              |                                |
| Dienststation / Betriebs- oder Güterbahnhof (Strecke außer Betrieb) | 0,70                | Kehr (Grosser Rank) Ausweiche                | Kehr (Grosser Rank) Ausweiche  |
| |                     |                                              |                                |
| Strecke mit Straßenbrücke (Strecke außer Betrieb) |                     | Kehr (10 m)                                  | Kehr (10 m)                    |
| Brücke (Strecke außer Betrieb) |                     | Lehnenviadukt Axenfels (110 m)               | Lehnenviadukt Axenfels (110 m) |
| Brücke (Strecke außer Betrieb) |                     | Axenfels-Brücke                              | Axenfels-Brücke                |
| Haltepunkt / Haltestelle (Strecke außer Betrieb) | 1,20                | Morschach-Axenfels                           | 645 m ü. M.                    |
| |                     |                                              |                                |
| Dienststation / Betriebs- oder Güterbahnhof (Strecke außer Betrieb) | 1,30                | Morschach-Depot Ausweiche                    | Morschach-Depot Ausweiche      |
| |                     |                                              |                                |
| Abzweig geradeaus und nach links (Strecke außer Betrieb) |                     | Depot                                        | Depot                          |
| Brücke (Strecke außer Betrieb) |                     | Axenstein-Brücke (10 m)                      | Axenstein-Brücke (10 m)        |
| Kopfbahnhof Streckenende (Strecke außer Betrieb) | 2,04                | Morschach-Axenstein                          | 705 m ü. M.                    |

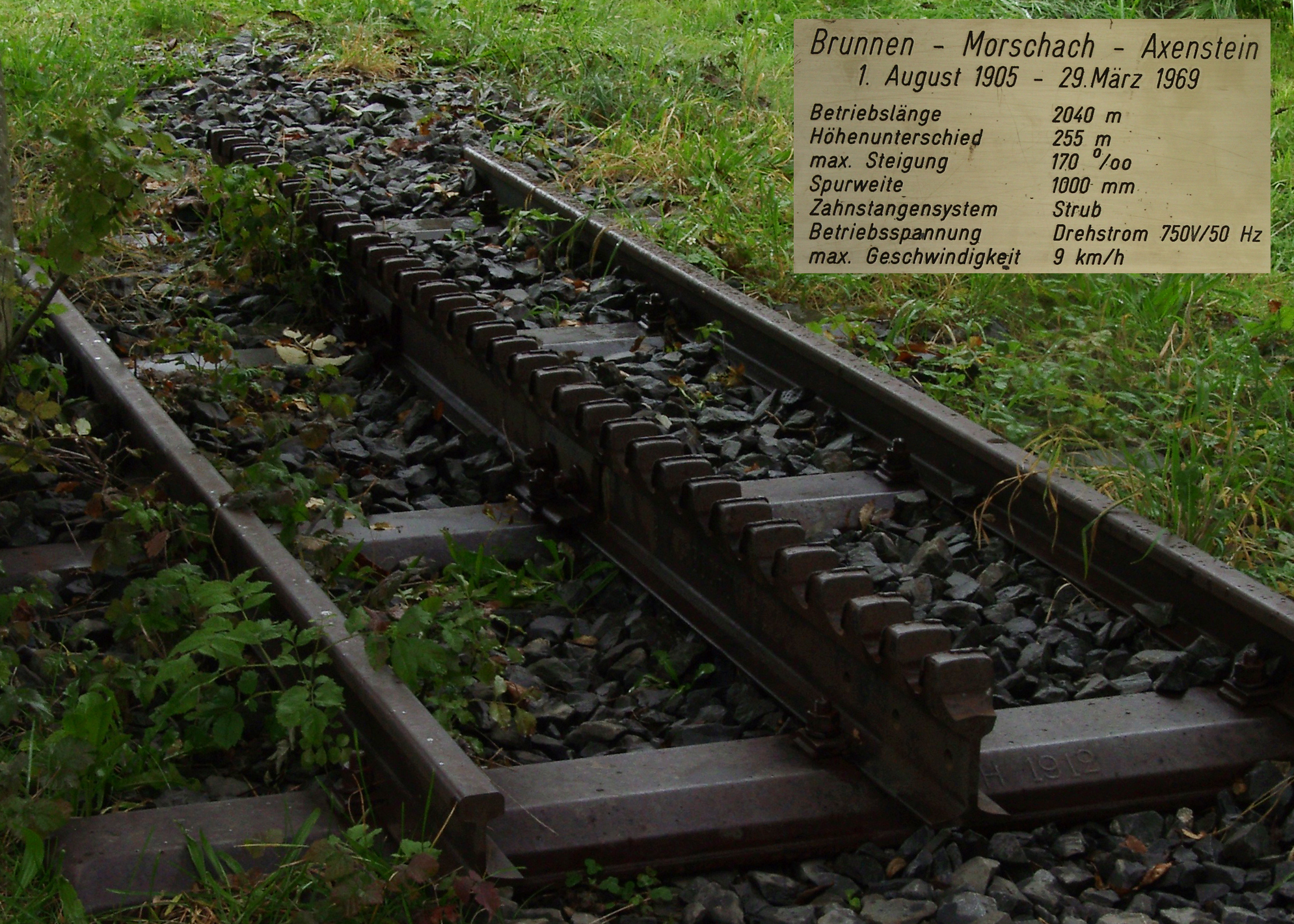
Zahnstangengleissegment in Morschach

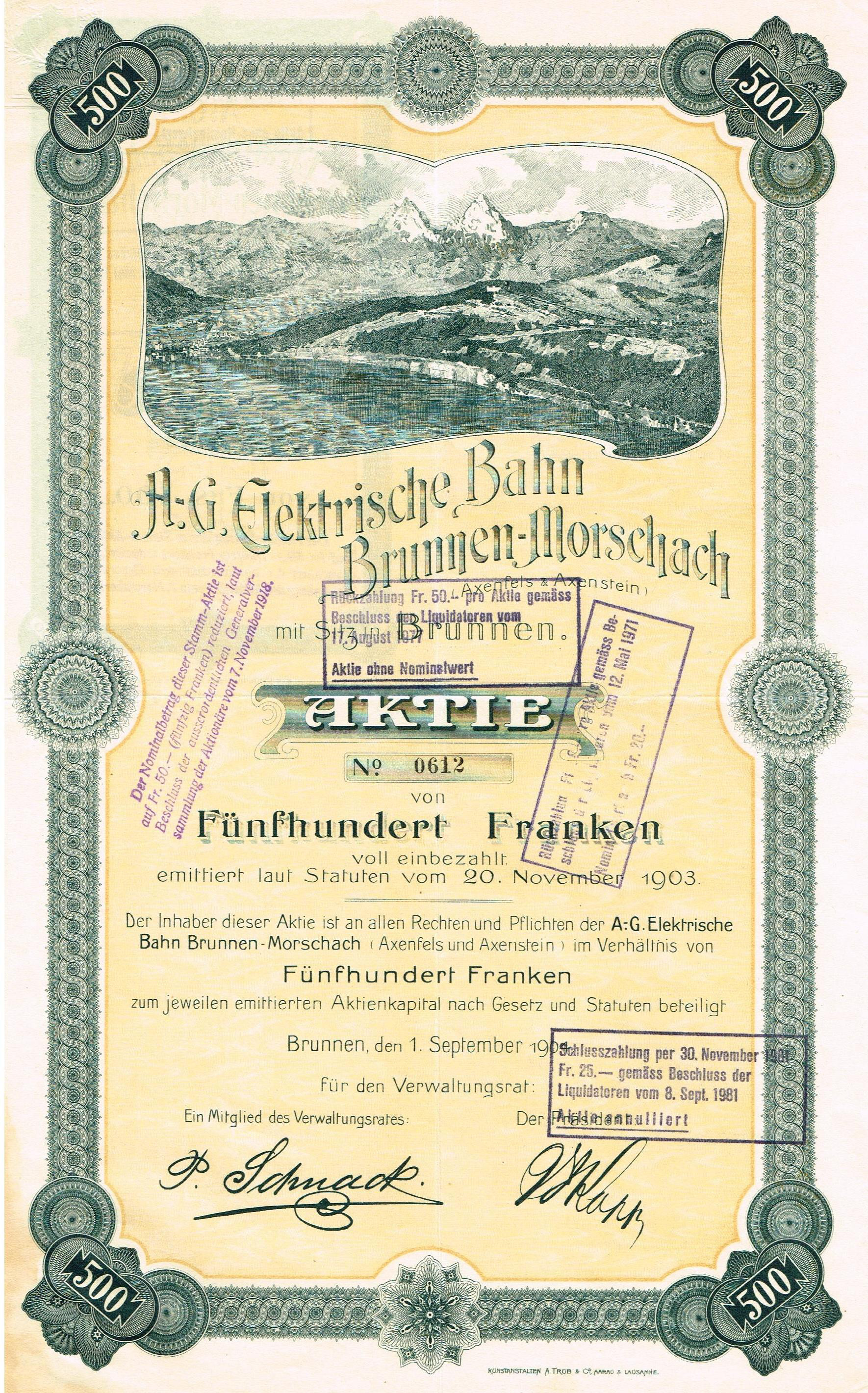
Aktie über 500 Franken der AG Elektrische Bahn Brunnen-Morschach vom 1. September 1904

Die Brunnen–Morschach-Bahn (BrMB) oder auch Brunnen–Morschach–Axenstein-Bahn war eine schmalspurige Bergbahn in der Schweiz. Die Zahnradbahn führte von 1905 bis 1969 von Brunnen hinauf zum Dorf Morschach und zum Hotel Axenstein.

## Geschichte
Der Ferienort Morschach sollte besser erschlossen werden, weil die in den 1860er-Jahren eröffnete Fahrstrasse den von den beiden grossen Belle-Époque-Hotels Axenstein und Axenfels ausgehenden Verkehr nicht mehr bewältigen  konnte. Bis 1888 entstanden mehrere Projekte zur Erschliessung von Morschach und Axenstein, darunter solche für mit Wasserballast arbeitende Standseilbahnen, aber auch ein Projekt für eine neun Kilometer lange Zahnradbahn von Brunnen über Morschach auf den Fronalpstock. Dieses Projekt erhielt im März 1881 eine Konzession, scheiterte aber an der Finanzierung.
Im Februar 1896 schlug Karl Hürlimann aus Brunnen eine elektrische Zahnradbahn vor, die in der Ortsmitte von Brunnen beginnen und über Axenstein nach Morschach führen sollte. Einen Monat später stellte das Bauunternehmen Fritz Marti aus Winterthur ein Gegenprojekt vor mit einer Bahn, die vom Hotel Mythenstein am Ortsausgang von Brunnen über Morschach nach Axenstein führen sollte. Im Juli 1898 erteilte der Gemeinderat Morschach die Konzession für das Marti-Projekt unter der Voraussetzung, dass die Bahn in der Ortsmitte und nicht beim Hotel Mythenstein beginnen müsse, was dann aber 1901 wieder fallen gelassen wurde.
Am 20. November 1903 wurde die Bahngesellschaft in Luzern gegründet und der Bauvertrag am 18. März 1904 vom Bundesrat genehmigt, sodass zehn Tage später mit dem Bahnbau begonnen werden konnte, der von Franceschetti aus Zürich ausgeführt wurde; einzig der Wasitunnel wurde vom lokalen Bauunternehmen Favetto aus Brunnen erstellt. Die Stahlbrücken lieferte die Bell Maschinenfabrik aus Kriens, die elektrischen Anlagen Rieter aus Winterthur.
Die Zahnradbahn konnte am 1. August 1905 ihren Betrieb aufnehmen. Die Fahrgastzahlen entwickelten sich unter den Erwartungen, woran vor allem die ungünstige, vom Bahnhof Brunnen weit entfernte Lage der Talstation schuld war. Mit Ausbruch des Ersten Weltkrieges blieben die internationalen Touristen aus, was die Bahn an den Rand des finanziellen Ruins brachte.
Der Betrieb der Bahn wurde stark geprägt von Otto Klein, der bereits bei der Eröffnung der Bahn Depotchef war und 1917 Direktor der Bahn wurde. Er leitete die Bahn bis ins hohe Alter und galt als ältester Bahndirektor der Schweiz, bis er am 5. März 1969 mit 95 Jahren verstarb und die Bahn noch im gleichen Monat am 29. März eingestellt wurde. Sie wurde durch eine Buslinie der Auto AG Schwyz (AAGS) ersetzt, welche von der Bahnstation in Brunnen hinauf nach Morschach und zur Talstation der Luftseilbahn Morschach–Stoos führt.
Die Bahnanlagen wurden bis 1970 abgebrochen. Das Trassee der Bahn ist teilweise noch erhalten. In Brunnen existiert noch die Brücke über die Zufahrtsstrasse zum Grand Hotel. Der anschliessende Tunnel durch die Wasiwand ist ebenfalls noch erhalten, aber abgesperrt. Er wurde zeitweise von einer Abwasserleitung genutzt. Vom oberen Portal bis zur Ausweiche Kehr ist das alte Trassee begehbar. Ein weiterer erhaltener Teil des Trassees beginnt beim ebenfalls erhaltenen Depot und führt fast bis zum Standort des ehemaligen Hotels Axenstein. An diesem Abschnitt befindet sich auch ein Denkmal (⊙) für die Zahnradbahn.

## Strecke
Die Strecke der Bahn war nur gut zwei Kilometer lang und bediente fünf Stationen. Sie führte vom Seeufer in Brunnen, wo sie Anschluss an die Schiffe der Schifffahrtsgesellschaft Vierwaldstättersee hatte, zuerst durch einen 292 m langen Tunnel zur schmalen Fahrstrasse von Brunnen nach Morschach. Auf dieser Strasse folgte die Bahn einer überhängenden Felswand entlang hinauf zum Dorf Morschach. Von dort erreichte sie nach kurzer Fahrt auch das Hotel Axenstein oberhalb des  Vierwaldstättersees, von wo aus man das Rütli, den Geburtsort der Schweizerischen Eidgenossenschaft, auf der anderen Seeseite des Urnersees erkennen konnte. Die Kunstbauten der Strecke umfassten neben dem genannten Tunnel eine Unterführung und vier kurze Brücken.

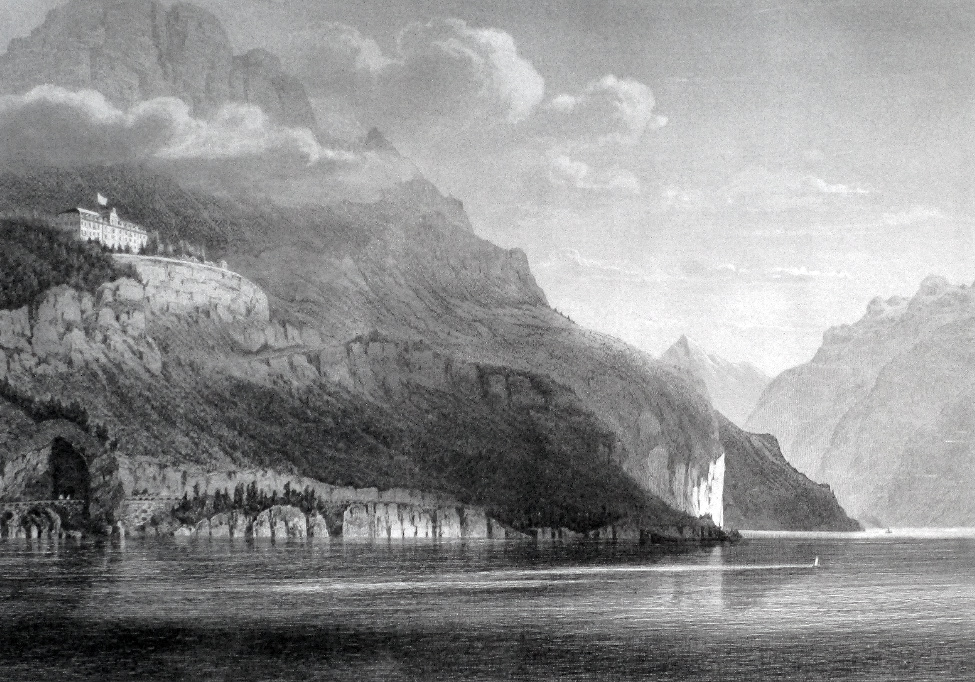
Links oben das Hotel Axenstein, die Endstation der Bahn (Stich)
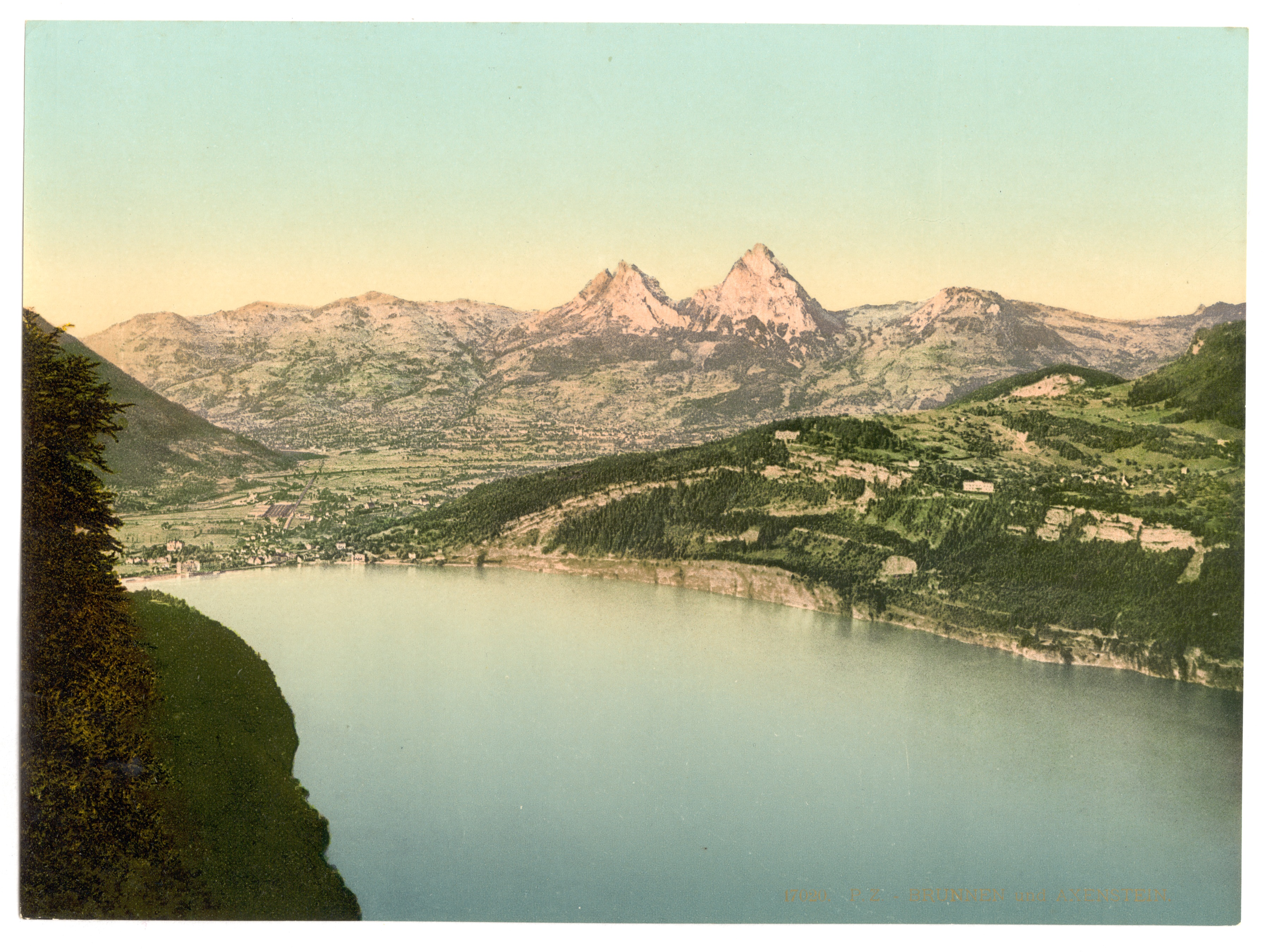
Das Hotel Axenstein (Photochromdruck)
Talstation ca. 1905
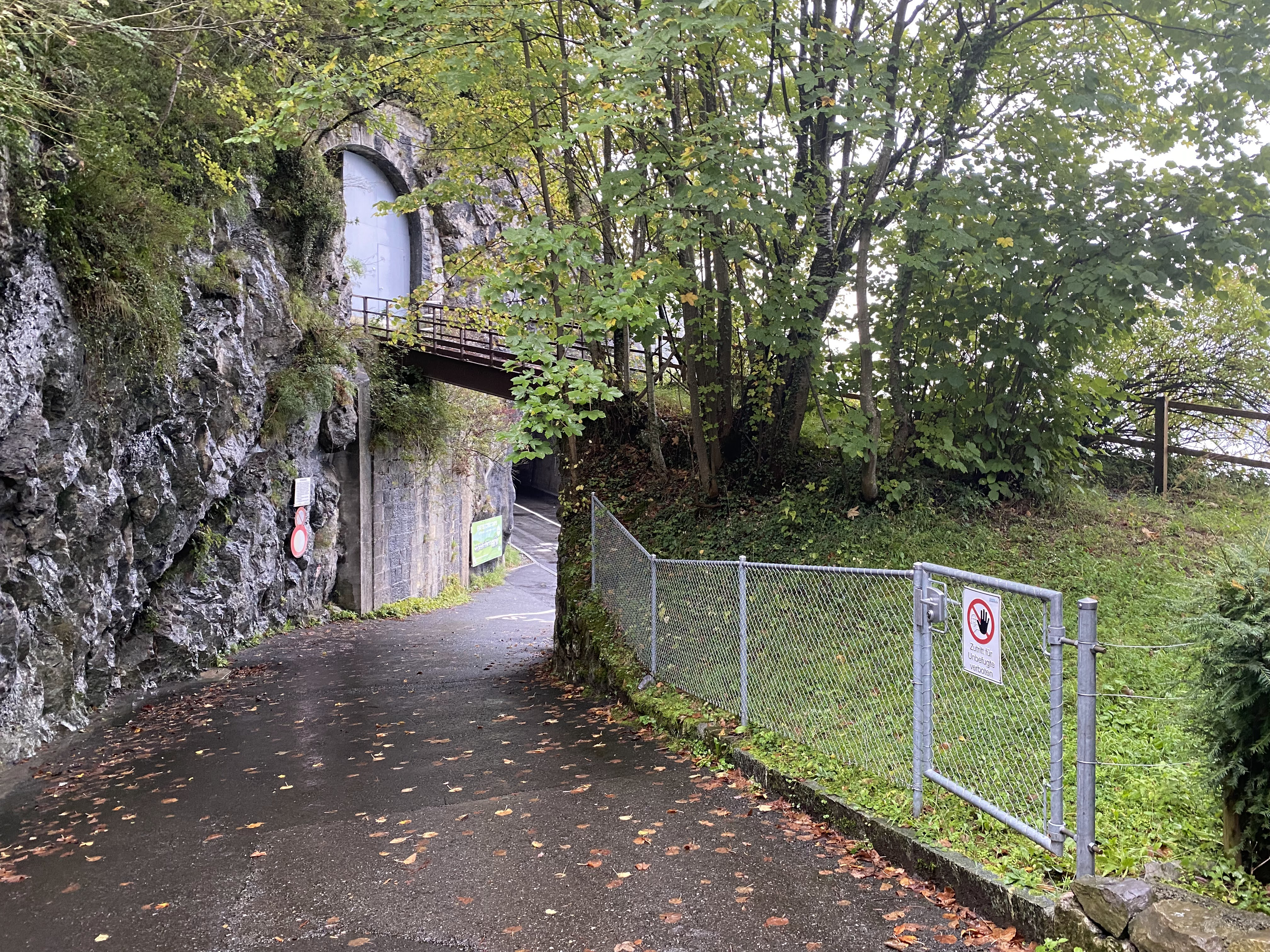
Einfahrt in den Tunnel im Osten von Brunnen

## Rollmaterial
Das ganze Rollmaterial wurde 1905 in Betrieb genommen. Lokomotiven und Wagen waren ähnlich den Fahrzeugen, die für die Gornergratbahn und die Jungfraubahn ausgeführt wurden. Es kamen zwei Rowanzüge zum Einsatz, die bei Bedarf durch einen Vorstellwagen verstärkt werden konnten. Eine dritte Lokomotive wurde als Reserve vorgehalten. Das Rollmaterial trug wie die Strassenbahn Schwyz einen hellgelben Anstrich mit roten Schriften.
Lokomotiven
Die kleinen zweiachsigen Lokomotiven stammten von SLM und hatten eine elektrische Ausrüstung von Rieter. Zwei 100-PS-Drehstrommotoren trieben über eine gemeinsame Blindwelle das mittig unter der Lok angeordnete Triebzahnrad an.    Die Lokomotiven waren nicht mit einer Nutzbremse ausgerüstet, obwohl diese bei Drehstrombahnen relativ einfach realisiert werden konnte. Die Talfahrt erfolgte anfänglich nur mit den beiden auf dem Führerstand angeordneten Handbremsen, die auf das Bremszahnrad auf der talseitigen Achse wirkten. Während der Talfahrt mussten deshalb die Bremsscheiben mit Kühlwasser aus einem mitgeführten Behälter vor Überhitzung geschützt werden.   Die Lokomotiven wurden nachträglich mit einer oberleitungsunabhängig funktionierenden gleichstromerregten Widerstandsbremse ausgerüstet, sodass bei Talfahrt die Rutenstromabnehmer gesenkt werden konnten.  Die Lokomotiven wogen 10,5 t und vermochten bei der Bergfahrt auf 170 ‰ eine Last von 15,5 t mit 9 km/h zu befördern.

- He 2/2 1–3, Rieter elektrischer Teil, SLM mechanischer Teil

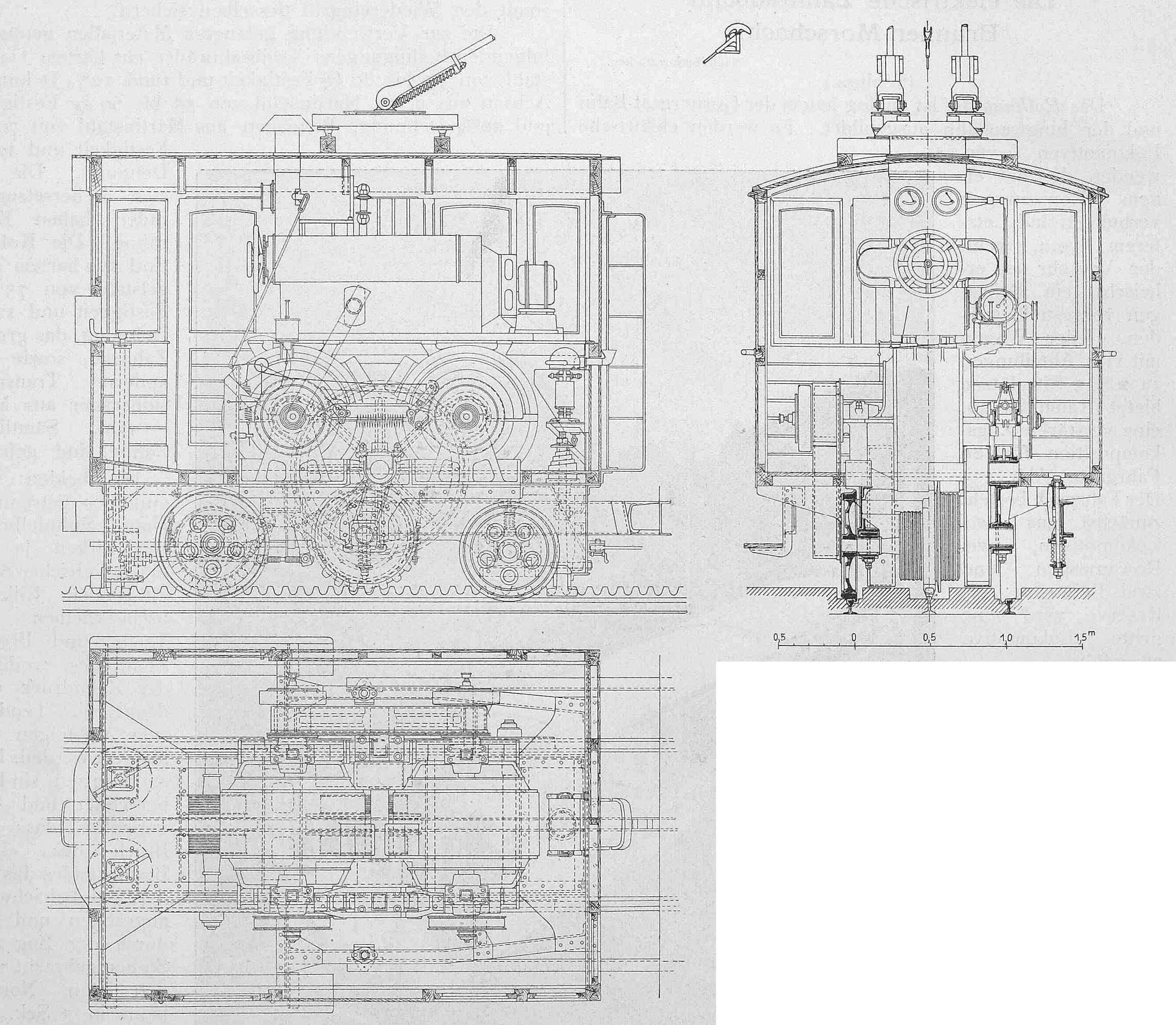
Zeichnung
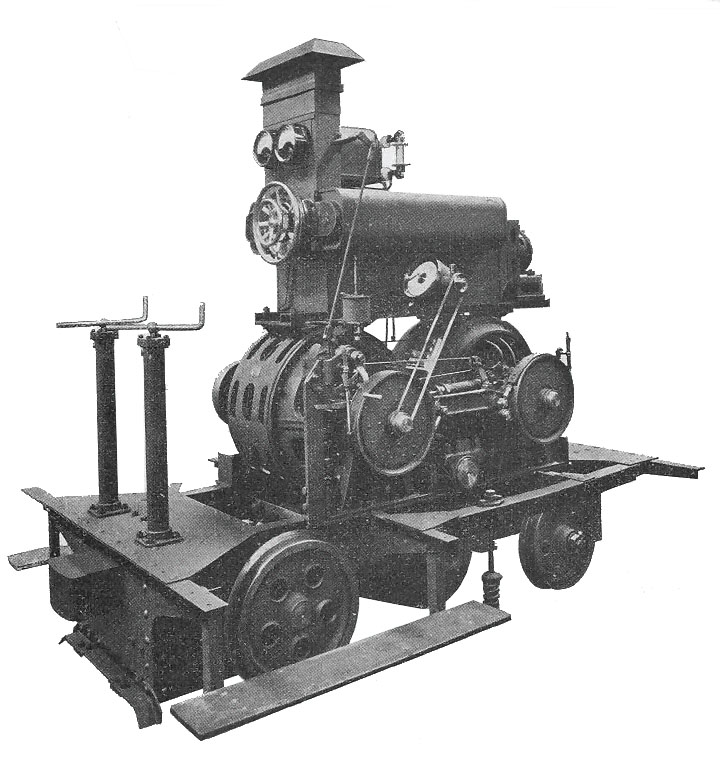
Innenleben einer Lokomotive

Personenwagen
Die Personenwagen hatten vier Abteile mit Aussentüren ohne Durchgang im Wageninneren. In jedem Abteil fanden auf zwei Querbänken je fünf Personen Platz, sodass der ganze Wagen 40 Reisenden Platz bot. Ab 1916 waren die geschlossenen Abteile der Rowanwagen mit einer Heizung versehen.
- C2 4–5 (Bautzen), Rowanwagen mit zwei geschlossenen für den Winterbetrieb und zwei offenen Abteilen
- C2 7–8 (Bautzen), nur offene Abteile für den Sommerbetrieb

Güterwagen
Die Güterwagen wurden zeitweise auch zur Personenbeförderung eingesetzt und waren ab 1911 eine Zeit lang mit Dächern versehen. Sie dienten hauptsächlich dem Transport von Kohle und Mehl.
- L2 10–11 (Bautzen)

Dienstwagen
- Turmwagen X (BrMB)

## Technik und Betrieb
Die meterspurige Strecke war mit dem Zahnstangensystem Strub ausgerüstet und wurde von Rowanzügen befahren, denen bei Bedarf ein zusätzlicher Vorstellwagen beigegeben wurde. Die Gesellschaft besass drei zweiachsige zweimotorige Lokomotiven, welche durch zwei Stangenstromabnehmer aus einer zweipoligen Oberleitung mit Drehstrom mit einer Spannung von 750 V / 50 Hz versorgt wurden.
Die Stromversorgung erfolgte aus dem Kraftwerk Bürglen des Elektrizitätswerkes Altdorf über eine 8-kV-Leitung, die beim Depot von einer Transformatorenstation auf die Betriebsspannung der Oberleitung heruntergesetzt wurde. Von den vier von Rieter aufgestellten Einphasentransformatoren mit einer Leistung von je 75 kVA wurden im Betrieb nur drei benötigt, ein Transformator diente als Reserve. Die Energieversorgung genügte, um einen Zug bergwärts fahren zu lassen, während ein anderer Zug rangierte.
Die störungsanfälligen Transformatoren von Rieter wurden 1915 durch zwei Dreiphasen-Transformatoren mit einer Leistung von 125 kVA ersetzt, die von BBC geliefert wurden. Die Spannung in der Zuleitung zur Transformatorenstation wurde dabei auf 15 kV erhöht.
Anfänglich verkehrte die Bahn nur im Sommer, wobei täglich 26 bis 54 Züge verkehrten – zeitweise im Viertelstundentakt. Ab Oktober 1935 verkehrten die Züge ganzjährig. Nicht alle Züge verkehrten bis Axenstein, viele wendeten bereits in Morschach. In der Regel waren zwei Kompositionen unterwegs, in den letzten Jahren nur noch eine.